# بريتو جونسون
بريتو جونسون (بالإنجليزية: Brett Johnson)‏ (15 أغسطس 1985 هامرسميث المملكة المتحدة - ) هو لاعب كرة قدم بريطاني يلعب كمدافع.

## روابط خارجية
- بريتو جونسون على موقع قاعدة بيانات كرة القدم.إي يو (الإنجليزية)
- بريتو جونسون على موقع Soccerbase.com (لاعب) (الإنجليزية)